# Блайт (град, Калифорния)
Блайт (на английски: Blythe) е град в окръг Ривърсайд, щата Калифорния, САЩ. Блайт е с население от 20817 жители (2010) и обща площ от 64,8 km². Намира се на 83 m надморска височина. ЗИП кодовете му са 92225-92226, а телефонният му код е 760.
В близост до града се намират геоглифите Блайтски инталии.